# Фабрика креча Заграђе
Фабрика креча Заграђе је лоцирана у близини рудника кречњака високог квалитета (садржај CaCO3 је 96%), у ширем подручју Бора којем административно припада, и са којим је повезана друмским и железничким саобраћајем. Фабрика и рудник се налазе на око 11 км југоисточно од Бора ваздушном линијом, и на око 5 km јужно од села Доња Бела Река, у сливу Беле реке, коју формирају Равна река, Кривељска река и Борска река.
Фабрика је непосредно поред државног пута IIA реда бр.165 (Поречки мост – Клокочевац – Милошева кула – Заграђе – Роготина – Вражогрнац – Зајечар – Звездан) и регионалне једноколосечне неелектрифициране железничке пруге Мала Крсна-Бор-Распутница 2 (Вражогранац).
Фабрика је изграђена 1967. године у оквиру Рударско топионичарског басена Бор, а сада је у власништву Serbia Zijin Bor Copper, производног капацитета од око 200 тона креча дневно који се користи за потребе производње бакра у флотацијама у Бору и Мајданпеку као и за потребе грађевинске индустрије.  